# Gabriel dos Santos Nascimento
Gabriel dos Santos Nascimento, noto semplicemente come Gabriel Santos (Porto Alegre, 5 marzo 1983), è un ex calciatore brasiliano, di ruolo difensore.

## Palmarès

### Club

#### Competizioni nazionali
- Coppa del Brasile: 1

Sport Recife: 2008

### Nazionale
- Campionato mondiale Under-20: 1

Emirati Arabi Uniti 2003